# 神戸空港海上アクセスターミナル

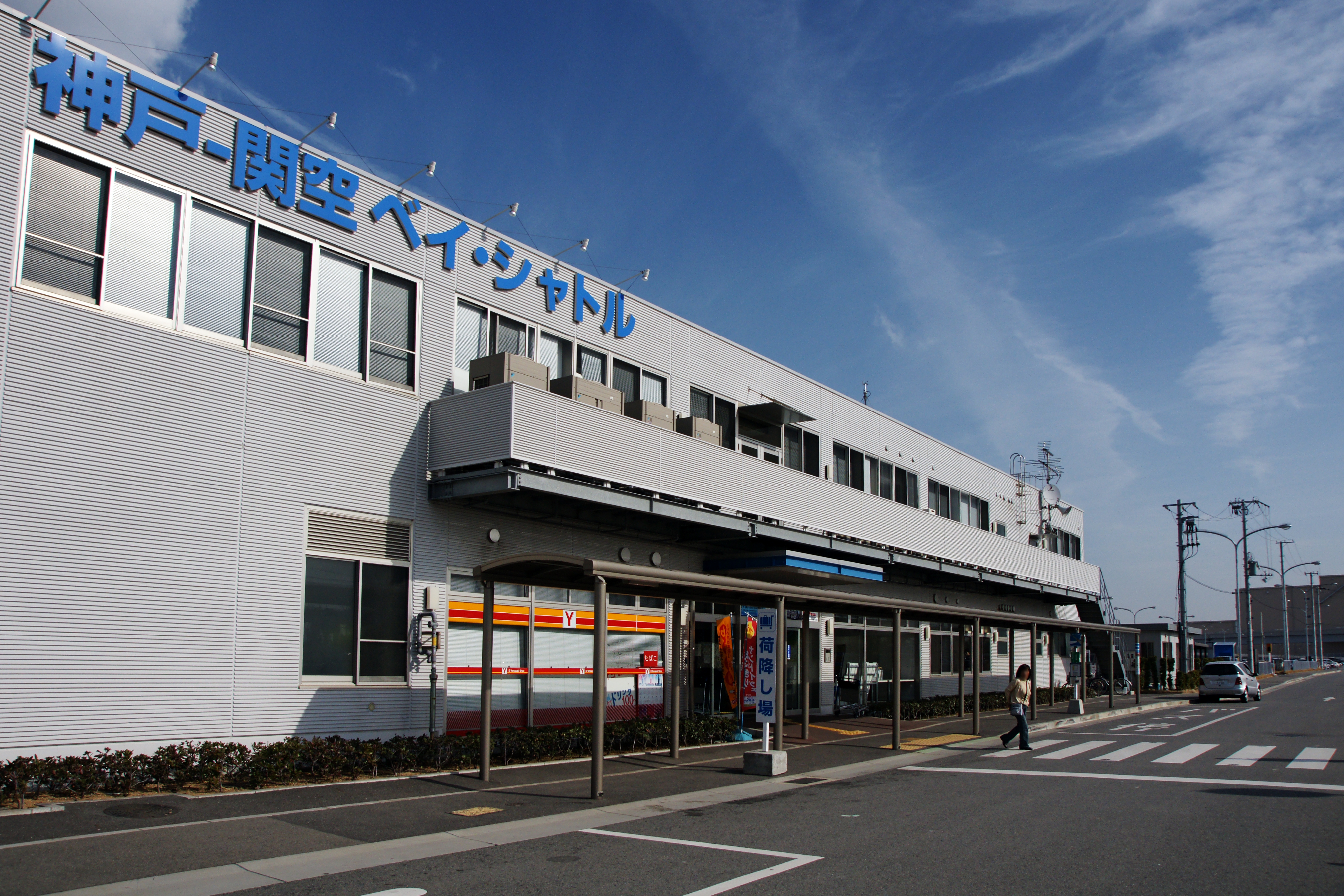
建物外観、バス発着場

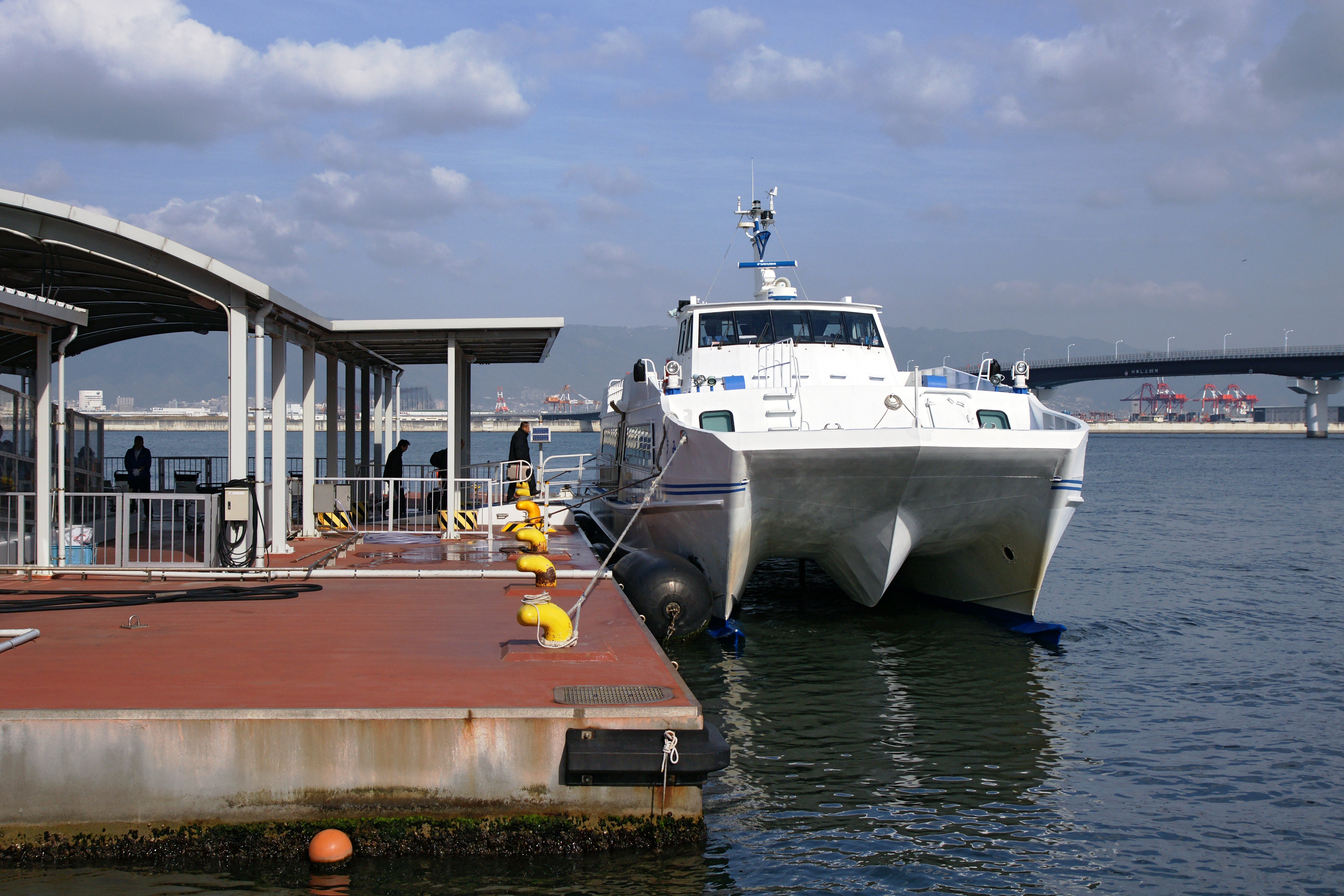
浮桟橋と神戸-関空ベイ・シャトル

神戸空港海上アクセスターミナル（こうべくうこうかいじょうアクセスターミナル）は、兵庫県神戸市中央区の神戸空港（神戸空港島）にある旅客船のターミナル。またターミナルのビルの名称である。ビルには株式会社OMこうべ海上アクセス事業部が置かれている。

## 概要
船舶接岸用岸壁の他に大型の浮桟橋一基を備えており、そこから関西国際空港を結ぶ神戸-関空ベイ・シャトルが発着する。
また2012年6月30日までは神戸港の中突堤中央ターミナルを結ぶヴィラジオ・イタリアが発着していた。

## 神戸空港海上アクセスターミナルのフロア構成
- 2階
  - 株式会社OMこうべ海上アクセス事業部
  - 神戸市みなと総局臨海整備事務所
- 1階
  - 神戸空港海上アクセスターミナル
  - 加藤汽船神戸空港事務所

## 所在地・交通アクセス
- 所在地 - 兵庫県神戸市中央区神戸空港10
- 交通アクセス - ポートライナー 神戸空港駅下車直ぐの神戸空港ターミナルから徒歩5分、または連絡シャトルバス（料金無料）で約2分。三宮駅からリムジンバス（330円）で30分。

## 近隣の旅客船ターミナル
- 神戸ポートターミナル
- 新港フェリーターミナル
- 高浜旅客ターミナル
- 中突堤旅客ターミナル
- 中突堤中央ターミナル
- 六甲アイランドフェリーターミナル

かつて存在した主な旅客船ターミナル
- 東神戸フェリーセンター
- 六甲船客ターミナル